# Scelio variicornis
Scelio variicornis är en stekelart som beskrevs av Jean-Jacques Kieffer 1913. Scelio variicornis ingår i släktet Scelio och familjen Scelionidae. Inga underarter finns listade i Catalogue of Life.